# Jørgen Landt
Jørgen Landt (* ca. 1751 in Vissenbjerg auf Fünen, Dänemark; † 26. Juni 1804 in Olsker auf Bornholm) war ein dänischer Pfarrer, Botaniker und Färöerforscher.
Landt war der Sohn von Jørgen Jørgensen (Madsen) (1724–56), Gemeindediener in Vissenberg, und Anna Dorothea Jørgensdatter Landt (* ca. 1732). Früh verlor er seinen Vater und wuchs bei seinem Onkel väterlicherseits auf, der Priester in Hesselager auf Fünen war. Ab 1777 war er 14 Jahre lang Privatlehrer, teils in Kopenhagen, teils in Frederiksborg. Sein besonderes Interesse galt der Botanik.
1791 wurde Jørgen Landt als Pfarrer auf die Färöer berufen, wo er für die Gemeinde Nordstreymoy zuständig war. Im Auftrag der Naturhistorischen Gesellschaft Dänemarks sammelte er die verschiedenen Naturalien der Färöer. Ebenso setzte er sich für den Gartenbau ein. Er war seit 1792 verheiratet mit der Färingerin Anna (Anneke) Hedevig, geborene Djurhuus (* 26. November 1770 in Nes (Eysturoy); † 9. Juni 1841 in Kopenhagen), einer Tochter von Johan Christian Djurhuus und Maria Rønning.
Nach sieben Jahren musste er 1798 seine Arbeit als Pfarrer auf den Färöern aufgeben, da er wegen eines Knieschadens nicht mehr die schwierigen Bergpfade zu den Gemeinden laufen konnte.
Zurück in Dänemark arbeitete er sein Buch über die Färöer aus, das 1800 unter dem Titel Forsøg til en Beskrivelse over Færøerne („Versuch einer Beschreibung der Färöer“) erschien. Die englische Übersetzung erschien 1810, und das Buch sollte für viele Jahrzehnte das Standardwerk zur Landeskunde und Natur der Färöer bleiben.
Er stützte sich dabei auf die damals unveröffentlichten Aufzeichnungen von Nicolai Mohr (ca. 1775–78) und Jens Christian Svabos Indberetninger fra en Rejse til Færø (1781 und 1782). Mohr beschrieb 25 Pflanzenarten, Svabo 100. Bei Landt kommen 203 weitere Arten hinzu.
1799 wurde Landt Gemeindepfarrer auf Bornholm (Gemeinde Olkser und Allinge), wo er 1804 verstarb.

## Werke
- „Om tvende færøske Bløddyr“. In: Naturhistorie-Selskabets Skrifter, IV. 1. Heft. 1797, S. 38–43
- Forsøg til en Beskrivelse over Færøerne. Kopenhagen 1800.
  - Nachdruck: Einars Prent og Forlag, Tórshavn 1965
  - A description of the Faroe Islands, containing an account of their situation, climate, and productions, together with the manners and customs of the inhabitants, their trade etc. 1810. (unter dem Namen George Landt)